# أويويانج إكسيو
أويويانج إكسيو اسم مجاملة Yongshu، المعروف أيضًا بأسمائه الفنية Zuiweng ("السكير القديم") و Liu Yi Jushi ("Retiree Six-One")، كان كاتب مقالات صيني، مؤرخ، شاعر، خطاط وسياسي وخطاط سلالة سونغ. يعتبر أويانغ شيو، الكاتب الشهير، بين معاصريه وفي القرون اللاحقة، الشخصية المركزية لثمانية أسياد تانغ وسونغ. كان هو الذي أعاد إحياء حركة النثر الكلاسيكية (التي بدأها لأول مرة أسياد سلالة تانغ قبله بقرنين من الزمان) وروج لها في الاختبارات الإمبراطورية، مما مهد الطريق لسادة المستقبل مثل Su Shi و Su Zhe.
كانت اهتمامات Ouyang Xiu ككاتب متنوعة بشكل ملحوظ. كمؤرخ، كلفه الإمبراطور رينزونغ من سونغ بإنشاء كتاب تانغ الجديد، الذي اكتمل في عام 1060. كما كتب في أوقات فراغه السجلات التاريخية للأسر الخمس، وهو الكتاب الوحيد في القرن العشرين. أربعة كتب تاريخية كتبها مؤلف واحد على انفراد. كشاعر، كان كاتبًا مشهورًا لكل من النوعين ci و shi. لكن كتاباته النثرية مثل Zuiweng Tingji هي التي أكسبته أكبر قدر من الإشادة. تتراوح الرسائل من أعمال أويانج الضخمة من دراسات الزهور إلى النقد الأدبي والتعليقات السياسية.